# Kouriogin
Kouriogin est une commune rurale située dans le département de Diabo de la province du Gourma dans la région de l'Est au Burkina Faso.

## Géographie
Kouriogin est situé à 17 km au Sud de Diabo, le chef-lieu du département, et à 2,5 km au Sud de Saatenga.

## Santé et éducation
Le centre de soins le plus proche de Kouriogin est le centre de santé et de promotion sociale (CSPS) de Saatenga.